# Denis Hill-Wood
Denis John Charles Hill Hill-Wood (ur. 25 czerwca 1906 w Hoxne, zm. 4 maja 1982 w Hartley-Wintney) – angielski krykiecista i prezes piłkarski.
Hill-Wood był trzecim synem Sir Samuela Hill-Wooda, który był prezesem Arsenalu Londyn przez dwanaście lat, jak i również krykiecistą zespołu pierwszej ligi krykieta Derbyshire. Denis miał trzech braci, którzy również byli zawodnikami Derbyshire. Byli to Basil Hill-Wood, Wilfred Hill-Wood i Charles Hill-Wood. Syn Denisa, Peter, wystąpił w pierwszoligowym meczu w 1960.
W 1962 Denis został, podobnie jak wcześniej jego ojciec, wybrany na stanowisko prezesa Arsenalu i urząd ten piastował aż do śmierci w 1982. Popiersie Hill-Wooda stanęło na dyrektorskim piętrze we wschodniej części stadionu Arsenalu Highbury, i gdy klub przeniósł się na Emirates Stadium jego popiersie również tam się znalazło.

## Statystyki w karierze krykiecisty
Na podstawie.
| Rodzaj rozgrywek | Mecze | Runy | Średnia odbić | Setki/pięćdziesiątki | Najlepszy rezultat | Catche/stumpingi |
| ---------------- | ----- | ---- | ------------- | -------------------- | ------------------ | ---------------- |
| Testy            | 12    | 453  | 22,65         | 0/2                  | 85                 | 6/0              |